# Bảo tàng Thành phố Ostrów Wielkopolski
Bảo tàng Thành phố Ostrów Wielkopolski (tiếng Ba Lan: Muzeum Miasta Ostrowa Wielkopolskiego) là một bảo tàng tọa lạc tại số 1 Quảng trường chợ, Ostrów Wielkopolski, Ba Lan. Phương châm hoạt động của Bảo tàng là thu thập và giới thiệu các hiện vật và kỷ vật có liên quan đến lịch sử của Ostrów Wielkopolski.

## Lược sử hình thành
Bảo tàng Thành phố Ostrów Wielkopolski được thành lập vào năm 1988. Bảo tàng hiện tại là bảo tàng thứ hai trong lịch sử của thành phố Ostrów Wielkopolski. Trụ sở của Bảo tàng là Tòa thị chính.

## Triển lãm
Bộ sưu tập của Bảo tàng Thành phố Ostrów Wielkopolski hiện đang bao gồm các triển lãm sau: lịch sử, dân tộc học, bưu thiếp cũ liên quan đến thành phố, sách, và các thứ khác. Ngoài bốn cuộc triển lãm thường trực, Bảo tàng còn tổ chức các cuộc triển lãm tạm thời.
Ngoài ra, Bảo tàng Thành phố Ostrów Wielkopolski cũng là nơi tổ chức các cuộc gặp gỡ với các nhà văn, nhà sử học và nhà báo, Cuộc thi Tìm kiếm Lịch sử Bảo tàng "A Walk into the Past" (từ năm 2004), và các hoạt động khác. Trong Bảo tàng còn có một thư viện và một phòng đọc.